# Convergencia Socialista de Madrid
Convergencia Socialista de Madrid fue un partido político español de ámbito regional activo durante la transición. Formado a partir de la Reconstrucción Socialista de Madrid, creado en 1974, formó parte de la Federación de Partidos Socialistas, pero terminó decidiendo su integración en la Federación Socialista Madrileña del PSOE el 15 de mayo de 1977, poco antes de la celebración de las elecciones generales de 1977, las primeras de la democracia. Estaba liderado por Enrique Barón y José Mariano Benítez.
Miembros de dicho partido tuvieron posteriormente gran relevancia en la política madrileña y española, como militantes del PSOE: Juan Barranco, alcalde de Madrid; Joaquín Leguina, presidente de la Comunidad de Madrid o José Barrionuevo Ministro de Interior. También militaron en Convergencia Miguel Ángel Fernández Ordóñez o Emilio Lamo de Espinosa.